# Mick Gudra
Mick Gudra (* 1. Januar 2001 in Bonn) ist ein deutscher Fußballspieler, der aktuell beim TSV Havelse unter Vertrag steht.

## Karriere

### Verein
Gudra begann seine fußballerische Laufbahn bei der TuS Germania Hersel, ehe er 2009 über die Fortuna zur Fußballschule in Köln wechselte. 2012 wechselte er zu Fortuna Düsseldorf, wo er bis 2015 spielte, als er zum FC Schalke 04 ging. Dort spielte er 2016/17 bereits für die B-Junioren, für die er in der B-Junioren-Bundesliga in 22 Spielen sieben Tore erzielen und sechs Vorlage geben konnte. Auch in der Folgesaison spielte er gut und lieferte in 15 Partien neun Torbeteiligungen. In der Folgesaison spielte er zwei A-Junioren-Spiele für Schalke und nach seinem Wechsel 12, in denen er neun Torbeteiligungen lieferte für Hannover 96. In der Folgesaison spielte er 13 Mal in der A-Junioren-Bundesliga, wobei er acht Tore und neun Vorlagen erzielte. Außerdem lief er zweimal für die zweite Mannschaft in der Regionalliga Nord auf. Nach dieser starken Saison erhielt er einen Vertrag bei der Profimannschaft bis 2023. Am 12. Dezember 2020 (11. Spieltag) debütierte Gudra für die Profis, als er gegen den 1. FC Heidenheim in der 85. Minute für Kingsley Schindler ins Spiel kam. Auch am 20. Februar 2021 (22. Spieltag) wurde er gegen Fortuna Düsseldorf eingewechselt und erzielte in der 79. Minute sein erstes Tor im Profibereich, als er den 3:2-Anschlusstreffer und -Endstand erzielte. Nach diesem Spiel wurde er von den 96-Anhängern zum Spieler des Spiels gewählt.
Zur Saison 2022/23 wechselte er zum TSV Steinbach Haiger, ehe er 2024 zum TSV Havelse wechselte.

### Nationalmannschaft
Gudra spielte bislang für diverse Juniorenauswahlen des DFB, nahm jedoch nie an einem großen Turnier teil.